# 英派瑞
长虹塑料集团英派瑞塑料股份有限公司（新三板：430555，简称：英派瑞），是一家在中国新三板挂牌上市公司，公司总部位于安徽省芜湖市，主要从事各类塑料配线器材及相关改性塑料制品研发、设计、生产和销售。
公司成立于2010年，原名安徽英派瑞塑料有限公司，2012年更名为长虹塑料集团英派瑞塑料有限公司，2013年完成股份制改革并变更为长虹塑料集团英派瑞塑料股份有限公司，2014年在全国中小企业股份转让系统挂牌上市。
2018年，公司实现营业收入5.03亿元人民币，同比增长21.54%；实现净利润1655.51万元人民币，同比下降59.39%。